# Клапан
.

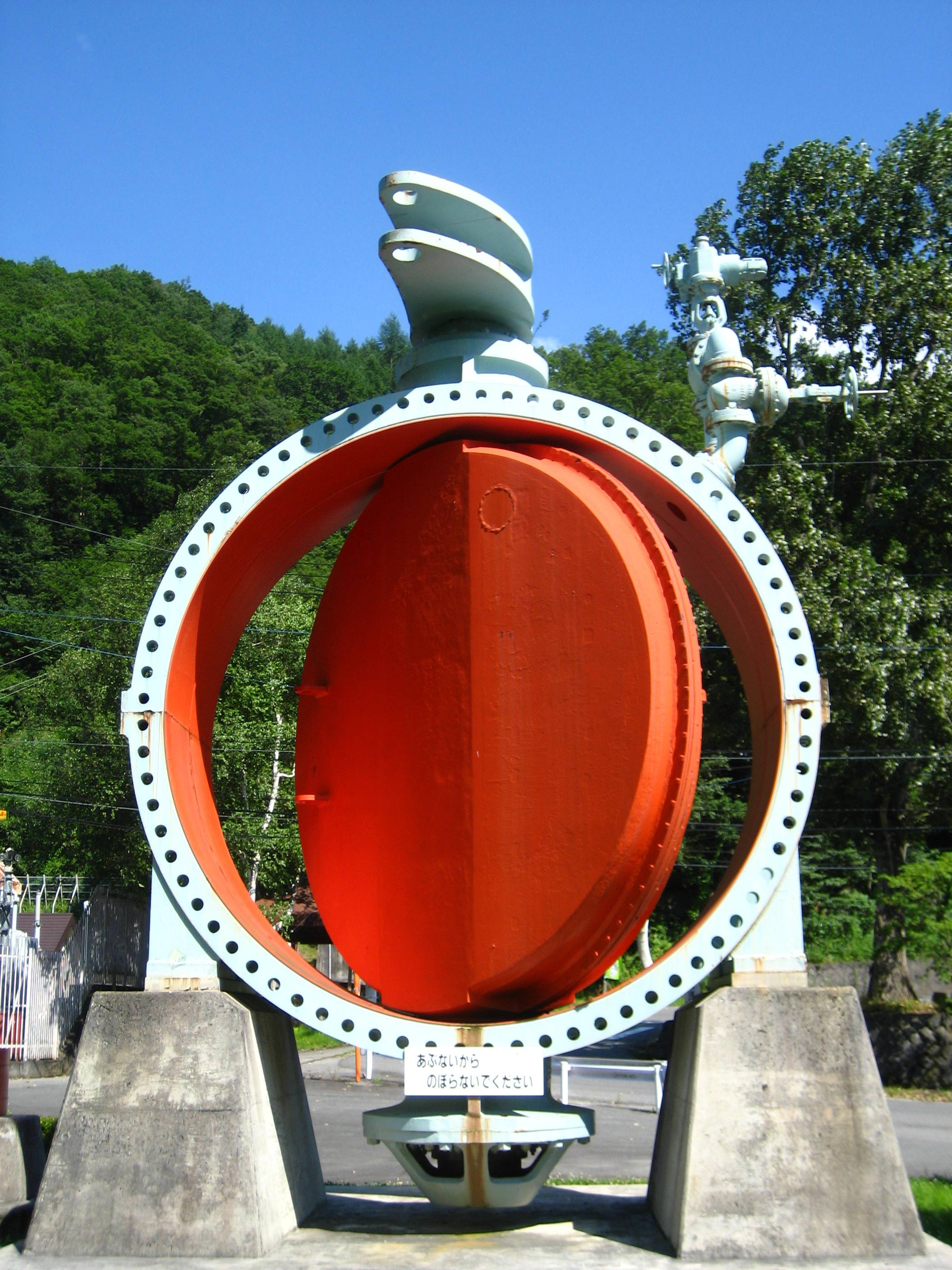
Клапан дросельного типу.

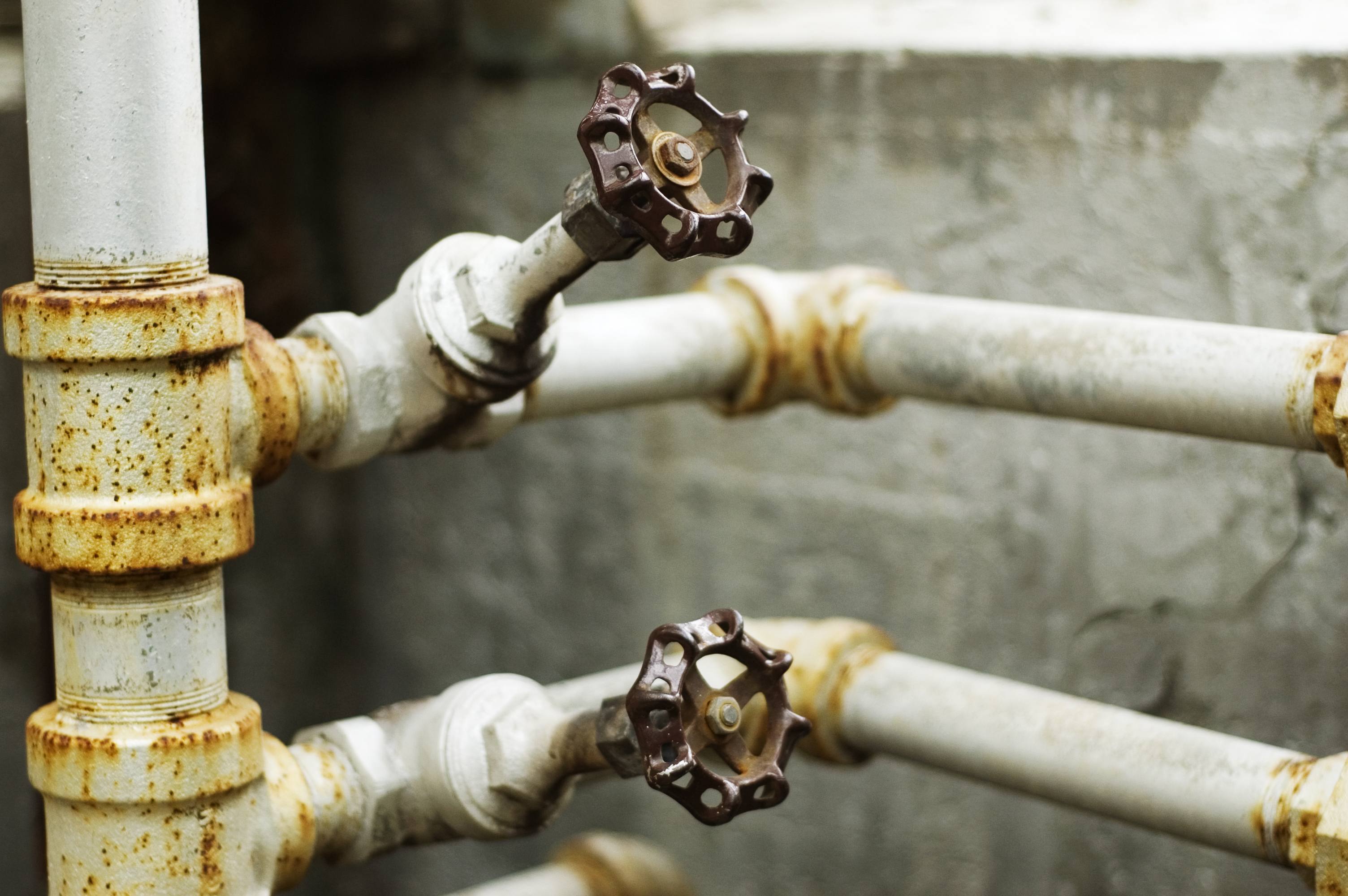

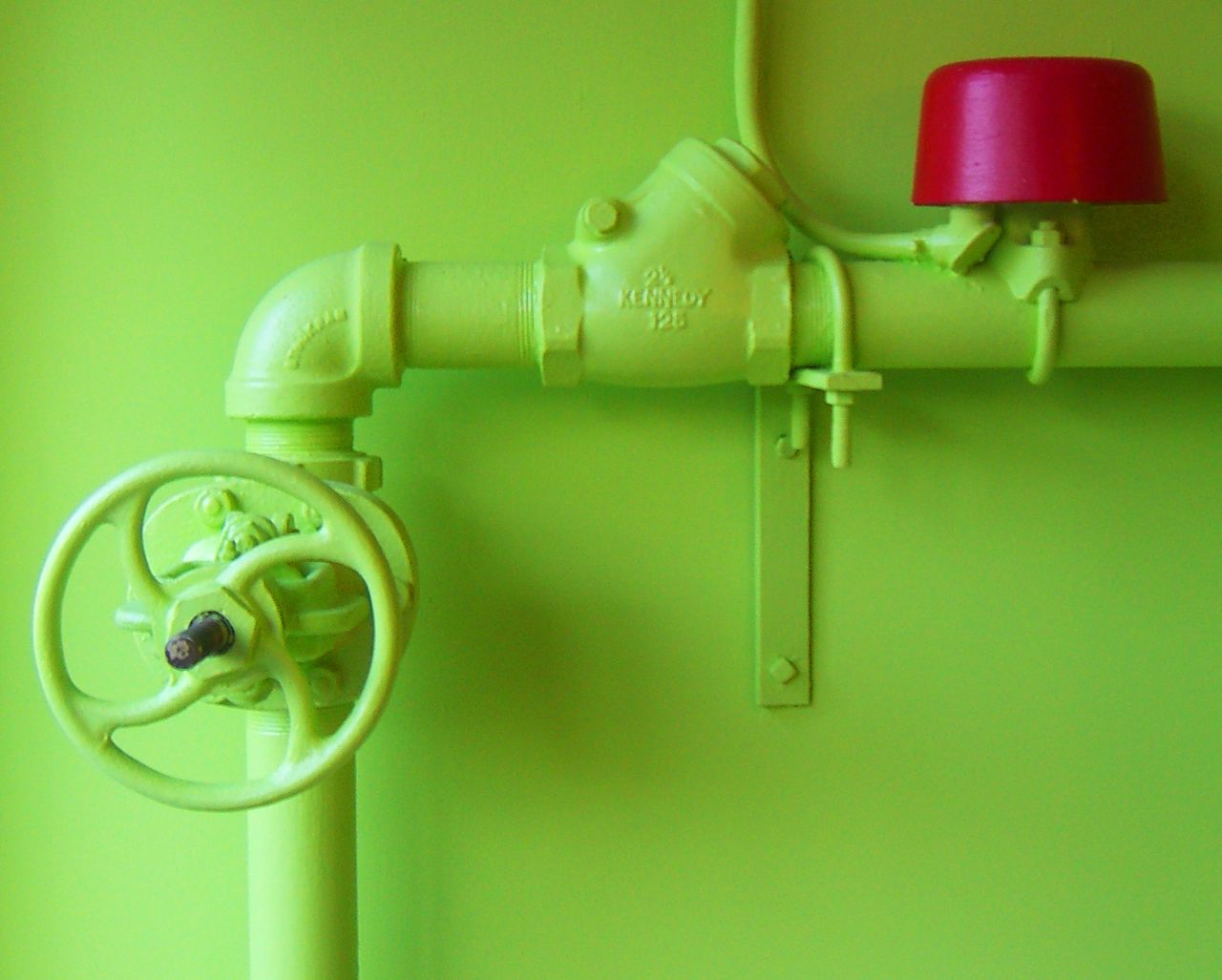
Клапан зі штурвалом

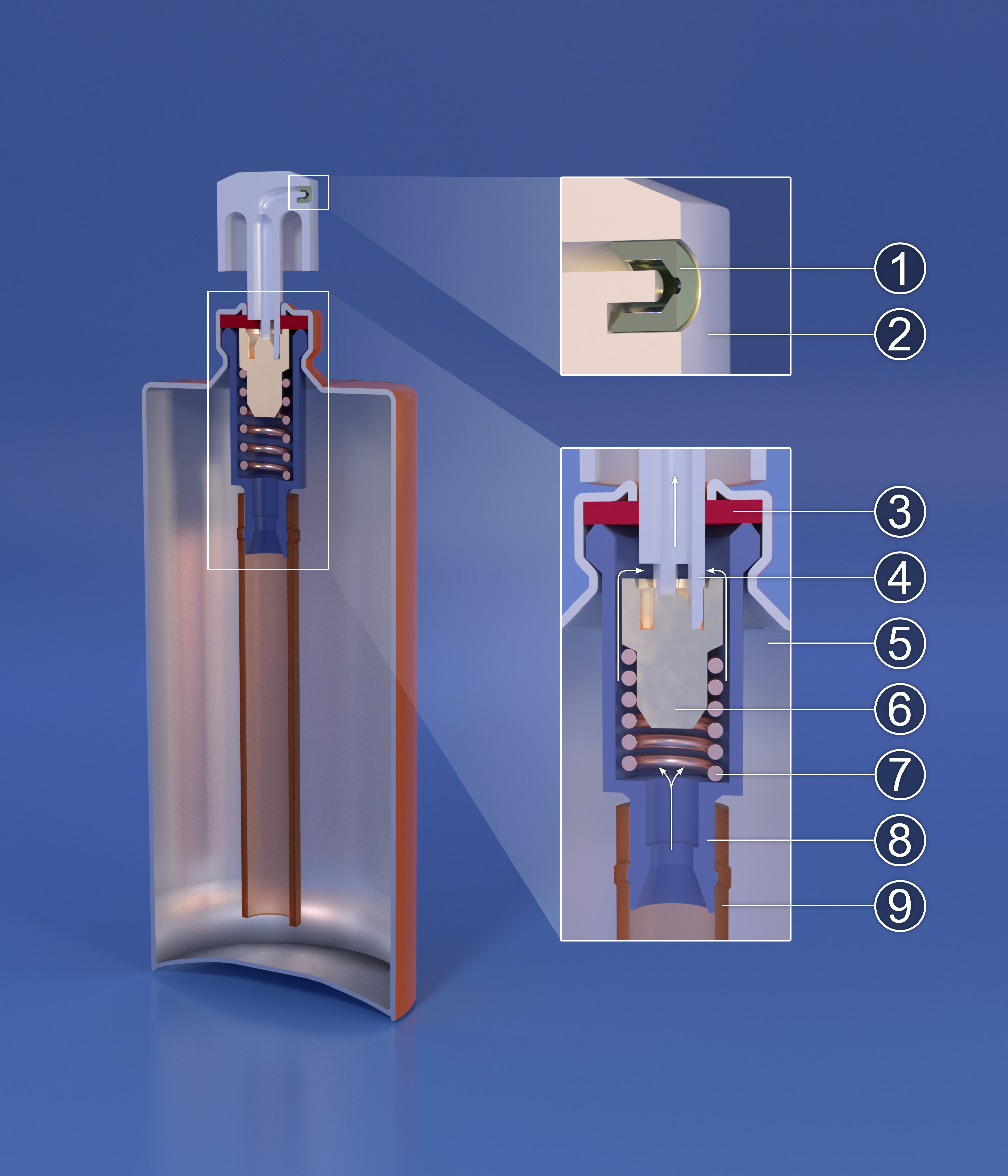
Модель типової системи клапана типу «мама» («жіночий») аерозольного балончика для фарбування, шток є частиною головки привода. Ліва частина зображення показує клапан в закритому стані, права сторона показує натиснутий/відкритий стан, щоб пояснити дію клапана.
1 — отвір сопла
2 — головка привода
3 — прокладка
4 — шток
5 — клапан
6 — підпружинена чашка
7 — пружина
8 — корпус клапана
9 — подовжувальна трубка.

Клапанний вузол триплунжерного насоса 2Р-500: 1– сідло клапана; 2 — тарілка клапана; 3 — клапанна пружина; 4 — кришка клапанного вузла; 5 — заглушка.

Кла́пан (від нім. Kláppen), у 1920-х роках пропонувався термін хлипа́к — деталь, заслінка або пристрій для регулювання витрати газу, пари або рідини в машинах і трубопроводах шляхом зміни площі прохідного перерізу.

## Загальний опис
Застосовують клапани для створення перепаду тиску (дросельні клапани), для запобігання зворотного потоку рідини (зворотні клапани), часткового випускання газу, пари або рідини при надмірному підвищенні тиску (запобіжні клапани), регулювання тиску або витрат (регулівні клапани), зниження тиску і його стабілізації (редукційні клапани).
Крім того, клапани застосовують як запірну арматуру для герметичного відімкнення трубопроводів, технологічних апаратів, теплоенергетичних устав тощо.
За конструкцією клапани поділяють на вентильні (див. вентиль), золотникові (див. золотник), кранові (див. кран), тарілчасті тощо.

## Клапани насосів
Клапани плунжерних насосів розміщуються в спеціальних клапанних коробках, що безпосередньо примикають до насосних циліндрів і конструктивно є їхньою частиною. У клапанній коробці на шляху від трубопроводу до робочої порожнини циліндра мається отвір, конструктивно оформлений у виді гнізда, що прикривається клапаном при його посадці. Так відбувається роз'єднання циліндра від усмоктувального або нагнітального трубопроводу, що примикає до нього.
При підйомі клапана робоча порожнина циліндра сполучається з нагнітальним або усмоктувальним трубопроводом. Теоретично передбачається, що підйом або опускання відповідних клапанів відбувається миттєво при досягненні поршнем крайніх (мертвих) положень поршня.
Практично для нормальної роботи клапанного пристрою насоса необхідно, щоб клапан вільно підіймався й опускався на сідло без удару і защемлення в направляючому пристосуванні; інерція клапана повинна бути мінімальною; тому клапан повинен бути легким. Форма клапана повинна бути такою, щоб її гідравлічний опір був мінімальним. У закритому положенні клапан повинний щільно сідати на гніздо, герметизуючи його.
Нині застосовуються майже винятково самодіючі клапани, тобто клапани, що підіймаються й опускаються тільки під дією різниці тисків рідини по обидві сторони клапана і під дією сили ваги.
На рис. показано клапанний вузол триплунжерного насоса 2Р-500 з тарілчастим клапаном, оснащеним притискувальною пружиною.
Клапанна пружина застосовується для того, щоб ретельно притискати до сідла клапан, що має відносно невелику масу і, отже, що володіє малою інерцією. При перекачуванні забруднених рідин опорна площина тарілчастого клапана забезпечується гумовою або шкіряною прокладкою.